# Fishes of the World
«Fishes of the World» (рус. Рыбы мировой фауны) — справочник по систематике рыбообразных и рыб мировой фауны. Автор — известный канадский ихтиолог, почётный профессор и декан факультета биологических наук Университета провинции Альберта Джозеф С. Нельсон (1937—2011).
Книга является классическим трудом по классификации, таксономии и идентификации рыб, в ней обобщены современные таксономические сведения обо всех, без исключения, группах ныне существующих рыб и бесчелюстных, а также о многих ископаемых таксонах этих животных. Каждому из принятых отрядов и семейств современных рыб посвящён отдельный раздел, в котором указаны научное и бытовые названия, дан четкий морфологический диагноз, описаны ключевые анатомические особенности, указана краткая, но исчерпывающая информация о биологии и распространении, дан обзор филогенетических отношений и описана внутренняя таксономическая структура, приведено число родов и их список. Книга не содержит цветных фотографий или рисунков, но богато иллюстрирована сотнями графических черно-белых рисунков характерных представителей почти каждого из описанных семейств, дающих представление об общем внешнеморфологическом облике описываемой группы.
Книга предназначена для студентов и профессиональных исследователей во всех областях ихтиологии и зоологии, для физиологов рыб, рыбоводов, аквариумистов, специалистов в области охраны животных и водных ресурсов, а также для всех, кто интересуется миром рыб.
Первое издание «Fishes of the World» вышло в свет в 1976 году и с тех пор каждые десять лет выходило следующее, переработанное и обновлённое согласно результатам новейших научных исследований. Четвёртое, вышедшее в 2006 году, издание было переведено на русский язык и издано в 2009 году в Москве в издательстве «Книжный дом „ЛИБРОКОМ“» под названием «Рыбы мировой фауны». Перевод осуществлён Ниной Гидальевной Богуцкой (Зоологический институт РАН).
После смерти Джозефа Нельсона работу над пятым изданием книги продолжили и завершили профессор факультета биологии Чикагского университета Лойола, специалист в области морфологии, развития и филогении рыб Терри С. Гранде (Terry C. Grande) и почётный профессор факультета биологических наук университета провинции Альберта и профессор факультета биологии Чикагского университета Лойола, специалист по эволюции, палеонтологии и таксономии рыб Марк В. Х. Уилсон (Mark V. H. Wilson).
Издания
1. Nelson J. S. 1976. Fishes of the World. First edition. New York: John Wiley-Interscience. 416 p. ISBN 0-471-01497-4 doi:10.1002/iroh.19780630230
2. Nelson J. S. 1984. Fishes of the World. Second edition. New York: John Wiley & Sons. 523 p. ISBN 0-471-86475-7 doi:10.1002/iroh.19880730122
3. Nelson J. S. 1994. Fishes of the World. Third edition. New York: John Wiley & Sons. 600 p. ISBN 0-471-54713-1
4. Nelson J. S. 2006. Fishes of the World. Fourth edition. Hoboken: John Wiley & Sons. 624 p. ISBN 978-0-471-75644-6 doi:10.1111/j.1467-2979.2006.00227.x
Переведено на русский язык:
Нельсон Д. С. Рыбы мировой фауны / Пер. 4-го перераб. англ. изд. Н. Г. Богуцкой, науч. ред-ры А. М. Насека, А. С. Герд. — М.: Книжный дом «Либроком», 2009. — 880 с. — ISBN 978-5-397-00675-0.
5. Nelson J. S., Grande T. C., Wilson M. V. H. 2016. Fishes of the World. Fifth Edition. Hoboken: John Wiley & Sons. 752 p. ISBN 978-1-118-34233-6 doi:10.1002/9781119174844

## Обзоры
- Bell M. A. Review: Fishes of the World. by Joseph S. Nelson (англ.) // The Quarterly Review of Biology. — 1995. — Vol. 7, no. 2. — P. 232. — doi:10.1086/419021.
- Parenti L. R. 1995. Review: Fishes of the World by J. S. Nelson. Copeia, 1: 262—264. doi:10.2307/1446836
- Hubbs C. L. 1978. Review: Fishes of the World. by Joseph S. Nelson. Systematic Zoology, 27 (1): 136—137. doi:10.2307/2412830
- Williams G. C. 1977. Review: Fishes of the World. by Joseph S. Nelson. The Quarterly Review of Biology, 52 (2): 215—216.